# Marie-Alphonsine Danil Ghattas
Svatá Marie-Alphonsine Danil Ghattas (Maryam Sūltanah Danil Ghaţţas; 4. října 1843, Jeruzalém – 25. března 1927, Ejn Kerem) byla palestinská řeholnice a zakladatelka kongregace Sester Nejsvětějšího růžence z Jeruzaléma latinského ritu.

## Život
Narodila se 4. října 1843 v Jeruzalémě. Celý svůj život strávila práci mezi chudými v Palestině. Když jí bylo 14 let, vstoupila do postulátu Kongregace svatého Josefa od Zjevení. Roku 1862 po složení slibů byla poslána učit katechismus do Betléma.
V Betlémě prohlásila, že měla zjevení Panny Marie, která jí poručila založit novou kongregaci známou jako "Sestry od růžence". Roku 1880 bylo sedm mladých dívek připraveno otcem Josephem Tannousem a přijaly hábit z rukou jeruzalémského patriarchy Giovanniho Vincenza Bracca. Se souhlasem Svatého stolce opustila kongregaci svatého Josefa a vstoupila do nové kongregace. Dne 7. října 1883 na svátek Panny Marie Růžencové převzala z rukou monsignora Pascala Appodia, pomocného biskupa a patriarchálního vikáře, hábit. Dne 7. března 1885 složila s dalšími osmi sestrami věčné sliby.
Roku 1886 založila v Bajt Sahur školu pro dívky. Později byla poslána s dalšími třemi sestrami do Saltu v Jordánsku a Náblusu, avšak později se musela kvůli zdravotnímu stavu vrátit do Jeruzaléma. Po svém uzdravení odešla do domu v Zababdehu.
Zemřela 25. března 1927 na svátek Zvěstování Panny Marie.

## Proces svatořečení
Proces svatořečení byl zahájen 20. října 1986 v Latinském patriarchátu Jeruzalém.
Dne 15. prosince 1994 uznal papež sv. Jan Pavel II. její hrdinské ctnosti a tím získala titul ctihodná.
Dne 3. července 2009 byl uznán zázrak na její přímluvu. Blahořečena byla 22. listopadu 2009 papežem Benediktem XVI.
Dne 6. prosince 2014 byl uznán druhý zázrak na její přímluvu. Svatořečena byla 17. května 2015 papežem Františkem.